# دربند (غيفان)
دربند (بالفارسية: دربند) هي قرية تقع في إيران في قسم غیفان الريفي. يقدر عدد سكانها بـ 232 نسمة بحسب إحصاء 2016.